# Chase (Comicserie)
Chase (deutsch Jagd) ist der Titel einer Comicserie, die 1998 bei DC-Comics erschien. 

## Handlung
Chase handelt von der Geheimagentin Cameron Chase, die für eine ominöse Organisation namens DEO (Department of Extranormal Affairs) Jagd auf sogenannte „Metawesen“ (englisch „metahumans“) macht. Dabei handelt es sich um Menschen mit außerordentlichen physischen oder mentalen Fähigkeiten und Kräften. Chase – ein sprechender Name, der in der Bezeichnung der Person bereits ihre Tätigkeit anklingen lässt – wird in den ersten Ausgaben der Serie als eine ehemalige New Yorker Privatdetektivin vorgestellt, die von der DEO als Agentin angeheuert wird. Im Laufe der Serie muss Chase im Auftrag ihres Chefs, des obskuren Mr. Bones, verschiedene Missionen erfüllen: Im ersten Heft wird sie zum Beispiel nach Ohio geschickt, um sich um einen jungen Schüler zu kümmern, der unerwartet Superkräfte entwickelt. Er kann in gewissem Umfang Feuer kontrollieren und möchte damit seiner Rolle als Mobbing-Opfer ein Ende setzen. In der zweiten und dritten Ausgabe zieht sie gemeinsam mit den Söldnern der sogenannten Suicide Squad in den Einsatz, um den Widersacher der Justice League The Construct zu bekämpfen. Dieser Handlungsstrang führt ebenfalls den Mr. Bones ein. Cameron Chase trifft auf den Superhelden Batman und stellt Victor Trapp, den Mörder ihres Vaters. 

## Figuren
Trotz ihrer Superkräfte war es den Schöpfern wichtig, Cameron Chase gleichzeitig als eine nahbare und alltägliche Figur darzustellen. Sie kann sich zum Beispiel grundlos aufregen, streitet mal mit ihrem Freund oder hat Probleme bei der Parkplatzsuche. Im Vergleich zu vielen anderen Superhelden hat sie kein Alter Ego. Neben der Protagonistin gibt es weitere, häufig auftretende Nebenfiguren, etwa ihren Vorgesetzten Mr. Bones, Chases Schwester Terry und ihr Freund Peter Rice. Bei ihrem Vorgesetzten Mr. Bones handelt es sich um eine Figur mit Superkräften, deren aussehen an ein Skelett erinnert. Mr. Bones trat erstmals in der Comicreihe Infinity Inc. in den 1980er in Erscheinung.

## Entstehung
Schon in jungen Jahren waren Autor und Zeichner befreundet – Johnson war noch Schüler und Williams arbeitete in einem Restaurant – und tauschten regelmäßig Ideen für Comicgeschichten aus. Von den beiden konnte sich zunächst Williams durch Einzelhefte und Miniserien als Künstler bei DC-Comics etablieren. Der Verleger Eddie Berganza suchte Ideen für Green Lantern und kontaktierte Williams. Dieser überzeugte den Verleger, seinem Freund Johnson eine Chance zu geben. Berganza empfand den konkreten Vorschlag für die laufende Serie zwar nicht als gut genug, war aber angetan genug, um Williams und Johnson ihre eigene Reihe Chase entwickeln zu lassen. Berganza betreute einige Ausgaben der Comicserie als Verleger und war ebenfalls an der inhaltlichen Ausarbeitung der DEO beteiligt. Für Johnson war es bei der Organisation wichtig, diese mit einer gewissen Mehrdeutigkeit zu entfernen. Die DEO sollte gleichzeitig Fluch und Segen sein, am Ende aber immer für das Gute einstehen.

“I always wanted the DEO to be an ambiguous combination of blessing and curse […], they might be tampering with forces they shouldn’t and perhaps they’re abusing their power from time to time, but at the end of the day, they're keeping you safe from a million threats.”

## Veröffentlichung
Ihren ersten Auftritt hatte die Figur Cameron Chase im Januar 1998 in der Ausgabe 550 von Batman, die von Doug Moench geschrieben und Kelley Jones gezeichnet wurde. Chase unterstützt Batman beim Kampf gegen „Claything“, einem Hybriden aus der DNA von „Clayface“ und einem DEO Wissenschaftler. DC-Comics veröffentlichte Chase zwischen Februar und November 1998. Die Serie erreichte insgesamt 10 Ausgaben, neben den regulären neun Heften erschien ebenfalls eine Sonderausgabe mit der Nummer 1.000.000. Seither tritt Cameron Chase vereinzelt in anderen DC-Comics als Nebenfigur auf, zum Beispiel in der ersten Ausgabe von Secret Files oder Heft 27 der Reihe Manhunter.

## Rezeption
Obwohl die Serie nur zehn Hefte erreichte, hinterließ sie einen bleibenden Eindruck. Die Hauptfigur erlangte einige Beliebtheit, so dass sie auch nach der Einstellung der Serie weiterhin recht häufig in anderen im DC-Universum spielenden Serien auftrat.